# Abdulla Al Bloushi
Abdulla Al Bloushi (en árabe: عبد الله موسى‎; Al Ain, Emiratos Árabes Unidos, 23 de febrero de 1987) es un exfutbolista de los Emiratos Árabes Unidos que jugaba en la posición de defensa.

## Carrera

### Club
| Periodo   | Club         | Apariciones | Goles |
| --------- | ------------ | ----------- | ----- |
| 2006-2007 | Al Ain FC    | 4           | 0     |
| 2007-2008 | Al-Nasr SC   | 8           | 0     |
| 2008–2018 | Al-Jazira SC | 19          | 4     |

### Selección nacional
Jugó para Emiratos Árabes Unidos en 12 ocasiones de 2009 a 2015 y anotó un gol; ganó la medalla de plata en los Juegos Asiáticos de 2010 y participó en la Copa Asiática 2011.

## Logros
- UAE Pro League (2): 2010-11, 2015-16
- Copa Presidente de Emiratos Árabes Unidos (3): 2010-11, 2011-12, 2015-16
- Copa de Liga de los Emiratos Árabes Unidos (1): 2009-10